# ملعب إقليم دي لوس أندس
ملعب إقليم دي لوس أندس (بالإنجليزية: Estadio Regional de Los Andes)‏ هو ملعب كرة قدم يقع في لوس أندس، تشيلي، يتسع لـ 3,313 متفرج. هو الملعب الرسمي لفريق تراساندينو دي لوس أندس.

## التاريخ
بدأ بناء الملعب في 1996.